# 후쿠다 야스히로
후쿠다 야스히로(일본어: 福田 恭大, 1992년 3월 13일 ~ )는 일본의 전 축구 선수이다.

## 구단 경력
과거 FC 류큐에서 활동하였다.